# Debra Roberts
Debra C. Roberts, née le 13 janvier 1961, est une biogéographe sud-africaine et est depuis 2015 la coprésidente du groupe de travail II du Groupe d'experts intergouvernemental sur l'évolution du climat pour le sixième rapport.
Elle est à la tête de l'unité des initiatives de villes durables et résilientes de la municipalité d'eThekwini (Durban, Afrique du Sud).

## Formation et carrière
Née le 13 janvier 1961, Debra Roberts est titulaire d'un doctorat en biogéographie urbaine à l'Université de Natal, en Afrique du Sud. Après un post-doctorat, elle rejoint le gouvernement en 1994.
Elle crée le Département de la planification environnementale et de la protection du climat de la municipalité de eThekwini (Durban, Afrique du Sud) qu'elle dirige de 1994 à 2016.
En 2016, elle est nommée pour créer l'unité des initiatives de villes durables et résilientes à Durban et est la première responsable de la résilience de la ville .
Depuis juin 2023, elle est professeur à temps partiel à l'université de Twente.

## Responsabilités pour le GIEC
Elle est l'une des principaux auteurs du chapitre 8 (zones urbaines) du groupe de travail II du cinquième rapport d'évaluation du GIEC et est élue coprésidente du groupe de travail II pour le sixième cycle d'évaluation du GIEC en 2015 ,,.
Elle est également l'une des principaux auteurs du rapport spécial du GIEC sur le réchauffement climatique de 1,5 °C .

## Reconnaissances
En 2014, le AfriCAN Climate Consortium lui décerne son AfriCAN Climate Research Award,.
Elle reçoit le prix Barbara Ward 2016 de l'Institut international pour l'environnement et le développement .
Elle est professeur honoraire de l'Université du KwaZulu-Natal et est répertoriée en 2019 par Apolitical comme l'une des 100 personnes les plus influentes sur le changement climatique dans le monde.
Elle a reçu des doctorats honorifiques de l'université de Twente en 2022 et de l'université du Cap en 2023.